# Liste der illyrischen Stämme

Antike Landschaft Illyrien

Illyrien

Die Liste enthält alphabetisch geordnet die illyrischen Stämme, die zwischen dem 2. Jahrtausend v. Chr. und Anfang des 7. Jahrhunderts n. Chr. die antike Landschaft Illyrien und einzelne Gebiete Süditaliens besiedelten und als gemeinsame Sprache die Illyrische sprachen.
| Name                | Siedlungsgebiet                                                |
| ------------------- | -------------------------------------------------------------- |
| Abrer oder Arber    | Bergland des nördlichen Mittelalbaniens                        |
| Albanoi             | Bergland zwischen Durrës und Debar                             |
| Ardiäer             | Süddalmatien                                                   |
| Amantier            | Umgebung von Amantia                                           |
| Atiutaner           | Zentrales Bosnien und Herzegowina                              |
| Autariaten          | Nordöstlich des Prokletije                                     |
| Breuker             | Slawonien                                                      |
| Buliner             | Südalbanien                                                    |
| Byllionen           | Umgebung von Byllis                                            |
| Chelidonier         | Dalmatien                                                      |
| Dalmatier           | Dalmatien                                                      |
| Daorsier            | Südherzegowina                                                 |
| Dardaner            | Dardanien / Umgebung des heutigen Kosovos, Skopje und Serbien  |
| Dassareten          | Region des Ohrid- und Prespasees                               |
| Daunier             | Heutige Provinz Foggia                                         |
| Desidiaten          | Slawonien                                                      |
| Dokläer             | Montenegro                                                     |
| Encheleer           | Ohridsee                                                       |
| Eordäer             | Umgebung von Kastoria                                          |
| Hierastammer        | Westkroatien                                                   |
| Histrier            | Istrien                                                        |
| Hyller              | Westkroatien                                                   |
| Japoden             | Westkroatien                                                   |
| Japyger             | Apulien                                                        |
| Labeaten            | Skutarisee                                                     |
| Liburner            | Mitteldalmatien                                                |
| Maezaei (Μαζαῖοις). | Zentral- und Nordwestbosnien                                   |
| Manier              | Südalbanien                                                    |
| Messapier           | Heutige Provinz Lecce                                          |
| Nestäer             | Südalbanien                                                    |
| Oriker              | Umgebung von Oricum                                            |
| Parthiner           | Mittelalbanien                                                 |
| Pirusten            | Nordalbanien, Montenegro, Serbien, Kosovo, Bosnien-Herzegowina |
| Penestier           | Nordostalbanien, Umgebung von Kukës                            |
| Peuketier           | Heutige Provinz Bari                                           |
| Pleräer             | Südkroatien                                                    |
| Sesarether          | Albanische Adriaküste                                          |
| Skordisker          | Nordserbien                                                    |
| Taulantier          | Albanische Adriaküste                                          |

Die Liste erhebt keinen Anspruch auf Vollständigkeit und Genauigkeit.